# Brunello
Brunello là một đô thị ở tỉnh Varese trong vùng Lombardia, có cự ly khoảng 45 km về phía tây bắc của Milan và khoảng 6 km về phía tây nam của Varese. Tại thời điểm ngày 31 tháng 12 năm 2004, đô thị này có dân số 1.006 người và diện tích là 1,6 km².
Đô thị Brunello có các frazioni (đơn vị trực thuộc, chủ yếu là các làng) Collodri and Rosea.
Brunello giáp các đô thị: Azzate, Buguggiate, Castronno, Gazzada Schianno, Morazzone, Sumirago.